# Batalha de Estero Bellaco
A Batalha de Estero Bellaco foi uma das batalhas mais sangrentas da Guerra do Paraguai.
Estero Bellaco está localizado no departamento de Ñeembucú, no Paraguai, margeando o rio do mesmo nome.

## A batalha
A batalha ocorreu em 2 de maio de 1866, e o exército paraguaio perdeu mais de 2 000 homens. Além disso, trezentos foram levados como prisioneiros pelas tropas da Tríplice Aliança (Argentina, Brasil e Uruguai).
Os paraguaios ao comando do General José E. Díaz executaram um ataque surpresa sobre o acampamento aliado; inicialmente, o ataque foi bem sucedido, porém o comandante Díaz estava insatisfeito, e queria destruir o restante da tropa inimiga, ao invés de deixar a batalha por vencida e recuar em ordem com os seus soldados.
Ao avançar sobre o restante do acampamento aliado, os soldados de Díaz acabaram se deparando com o inimigo em maior número e terminaram por recuar em desordem. Durante a evacuação paraguaia, eles levaram algumas peças de artilharia inimiga que estavam no campo. Esta batalha também foi o batismo de fogo da Divisão Voluntários da Pátria, o contra-ataque foi ordenado pelo General brasileiro Manuel Luís Osório.

## Galeria

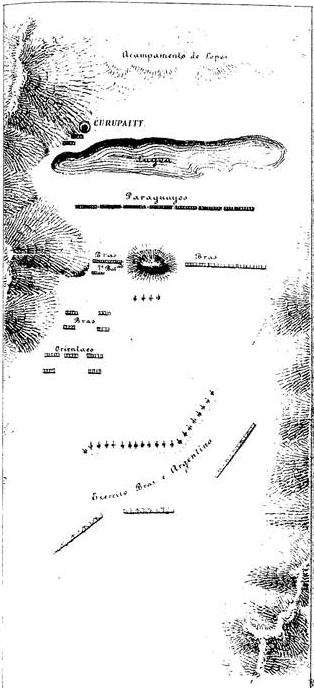
Planta das posições das forças beligerantes no dia 2 de maio de 1866 no Estero Bellaco.
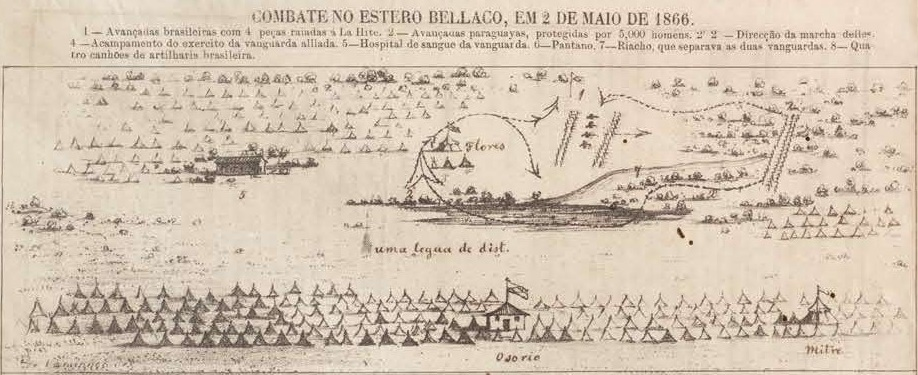
Planta do Combate no Estero Bellaco (Semana Ilustrada, nº 287, 1866).
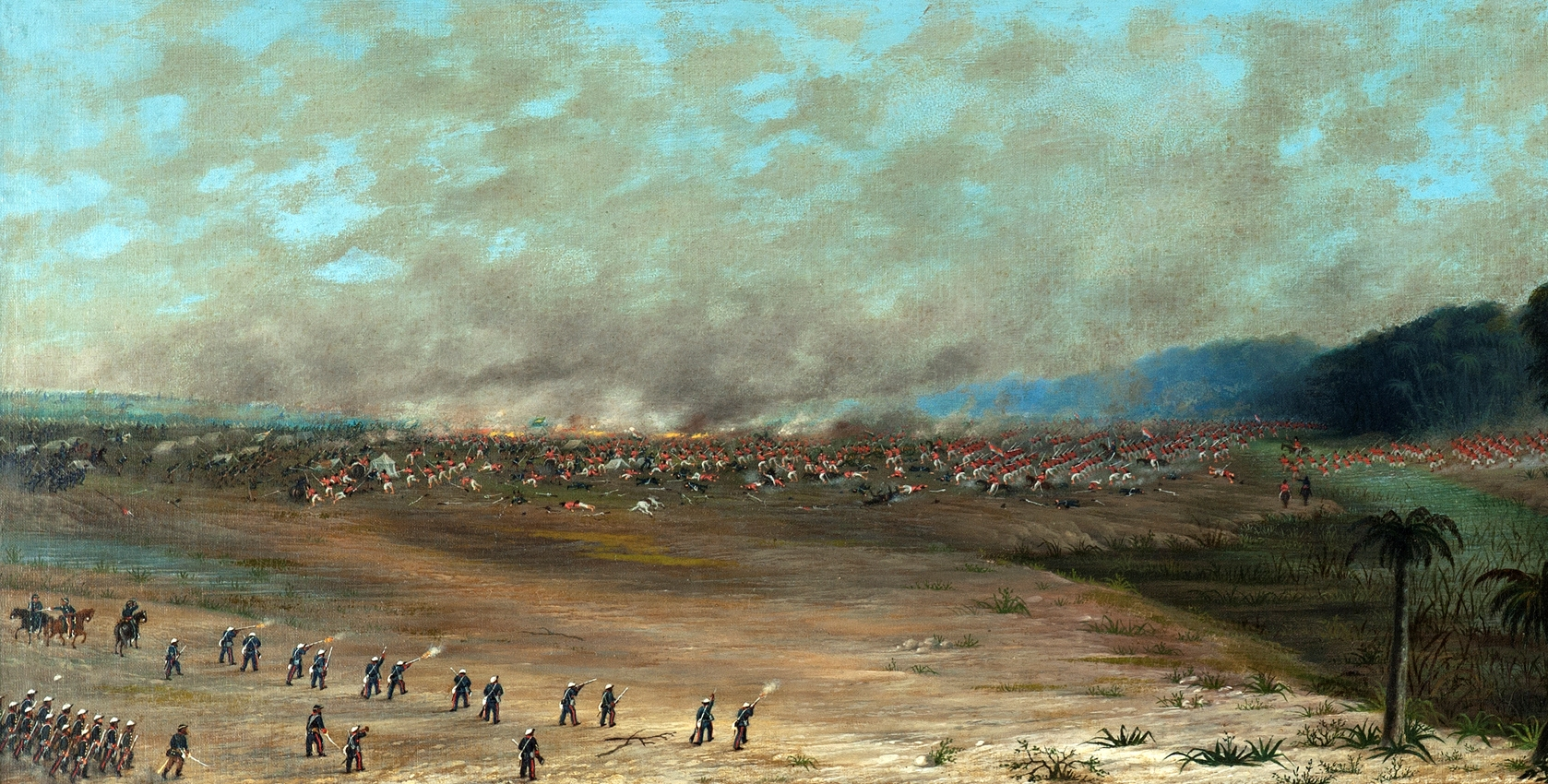
Surpresa da vanguarda do exército aliado em 2 de maio de 1866 no Estero Bellaco (Cándido López).
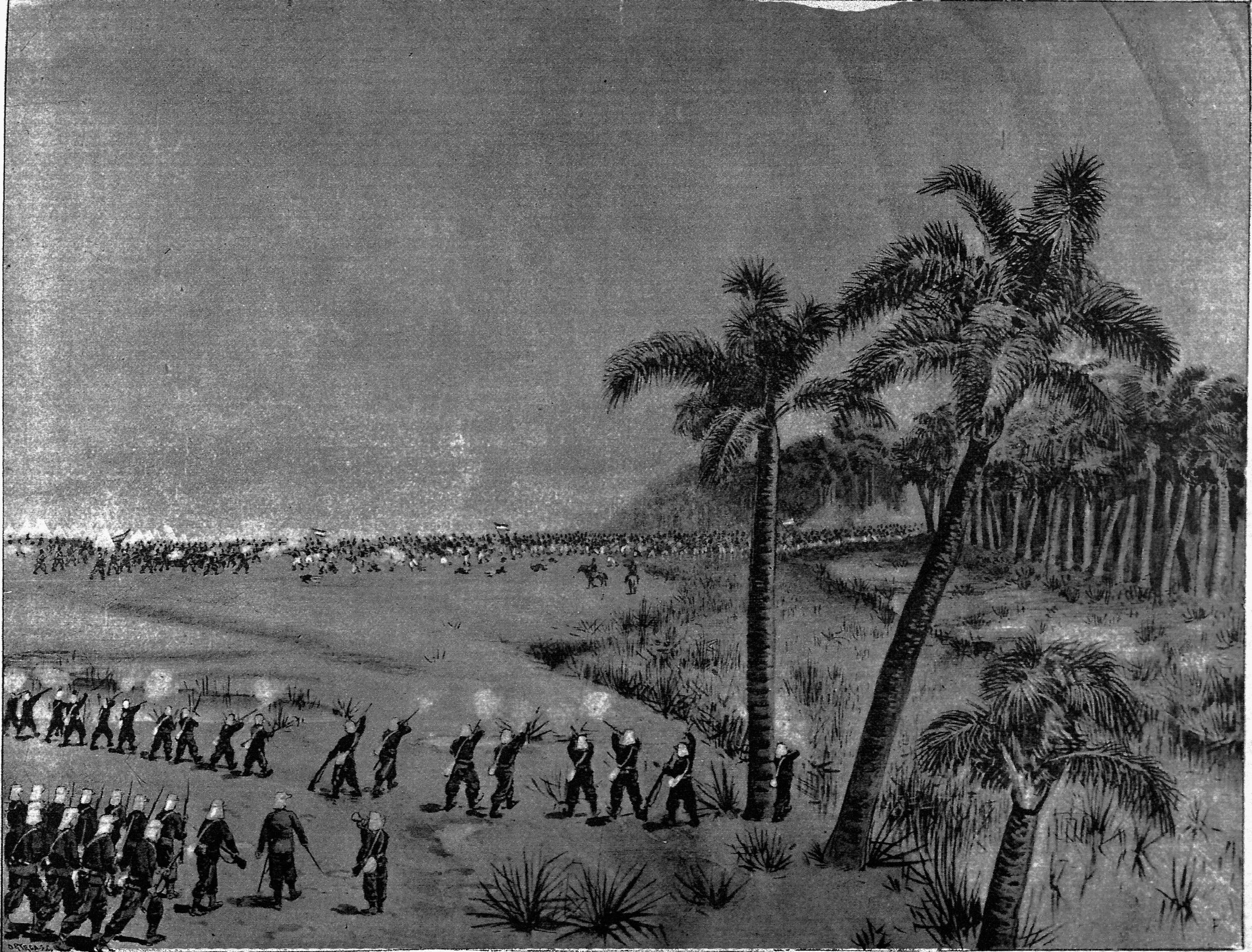
Combate de 2 de maio de 1866 em Estero Bellaco: Ataque da vanguarda do Exército Aliado pela Divisão do Tenente-Coronel paraguaio José E. Díaz.
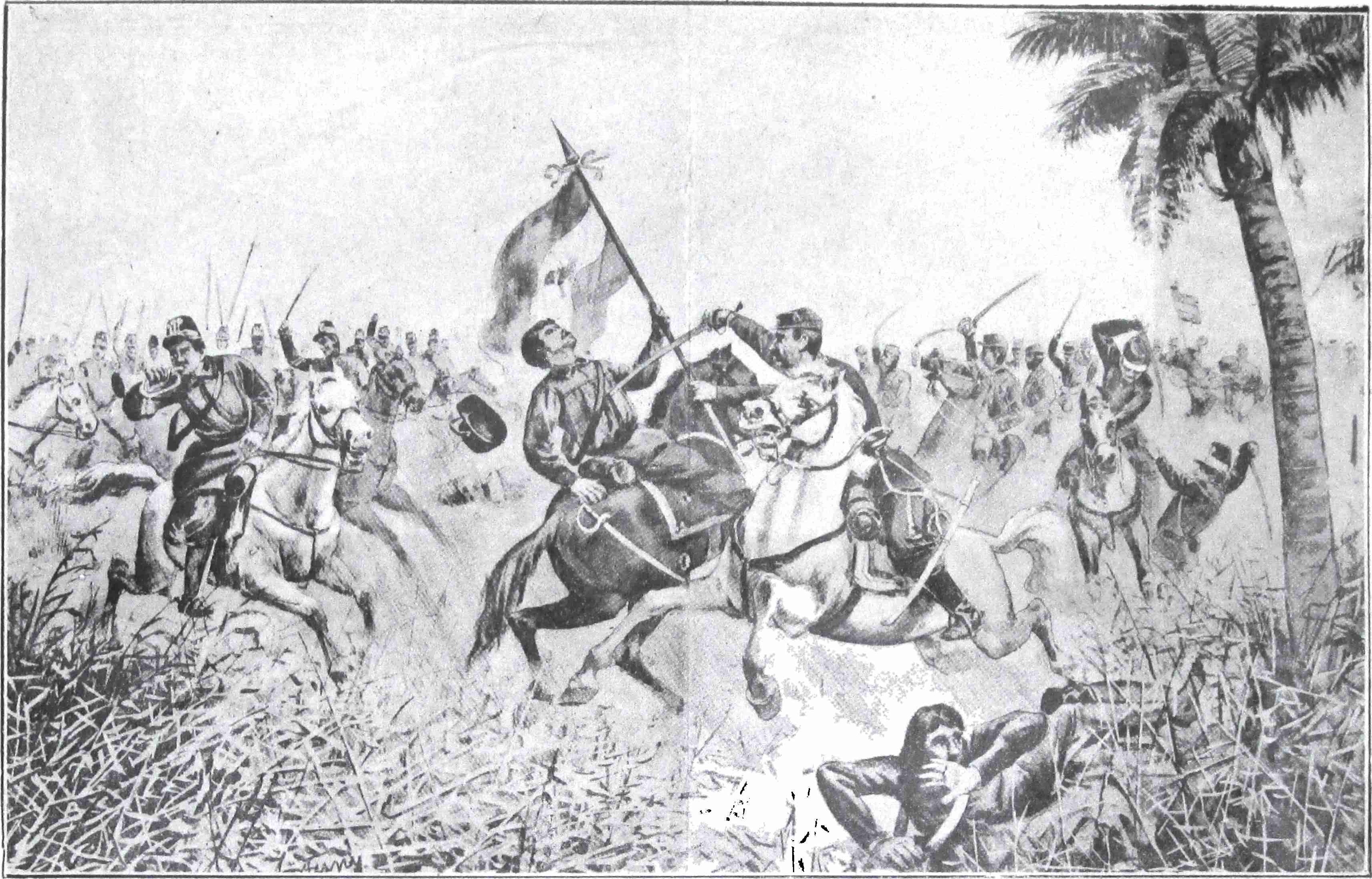
Episódio da 1ª Cavalaria de Linha do Exército argentino no Combate do Estero Bellaco.
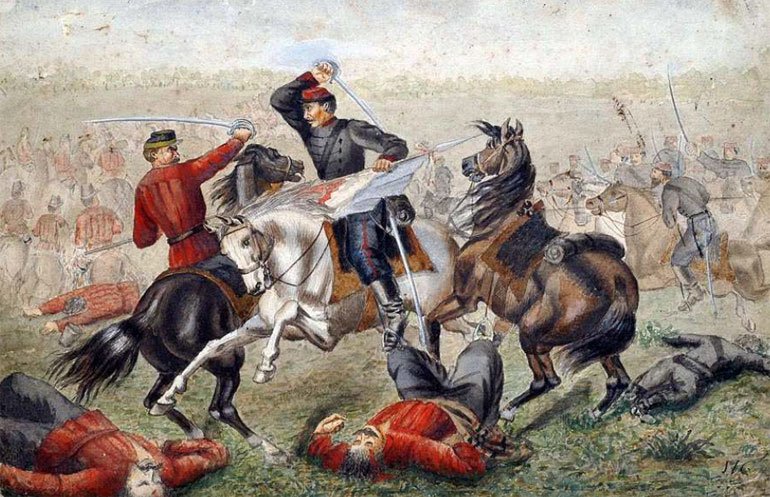
Aquarela de José Ignacio Garmendia.